# 韩洄
韓洄（732年—794年），字幼深，京兆府长安县人。
先世是潁川人，安史之亂時，韩洄家中有七人遇害，韩洄避难於江南。知制诰。因元载案受牵连，被贬邵州司户参军。唐德宗時歷官户部郎中、諫議大夫。官终国子祭酒。其子韓曅。